# Stenocrobylus festivus
Stenocrobylus festivus är en insektsart som beskrevs av Karsch 1891. Stenocrobylus festivus ingår i släktet Stenocrobylus och familjen gräshoppor. Inga underarter finns listade i Catalogue of Life.